# Philip Kueber
Philip Thomas Kueber, född 17 november 1934 i Galahad i Alberta, död 23 november 2009 i Victoria i British Columbia, var en kanadensisk roddare.
Kueber blev olympisk silvermedaljör i åtta med styrman vid sommarspelen 1956 i Melbourne.